# کاظم فرهادی
کاظم فرهادی (زادهٔ ۷ فروردین ۱۳۲۹ در بابل)، مترجم، نویسنده، پژوهشگر، و ویراستار ایرانی است.

## زندگی
او در ۱۳۵۲ دورهٔ کارشناسی اقتصاد بازرگانی را به پایان رساند. سپس در ۱۳۷۳ موفق به اخذ سطح تحصیلی کارشناسی ارشد شد. فرهادی به مدت سی سال در «دفتر سیاست‌ها و پژوهش‌های اقتصادی» به کار تحقیق در زمینهٔ مسائل اقتصاد ایران و جهان اشتغال داشت. او همزمان با فعالیت‌های پژوهشی، از تیر ۱۳۵۴ در «مؤسسه پژوهش تکنولوژی» کار ویرایش کتاب‌های درسی، فیلم استریپ، و نوارهای آموزشی را آغاز کرد که تا امروز ادامه دارد. او در این مدت بیش از ۳۰۰ عنوان کتاب ویرایش کرده‌است.
فرهادی از اواخر دههٔ ۱۳۵۰ تا اواسط دههٔ ۱۳۸۰ به فعالیت مطبوعاتی مشغول بوده و به عنوان عضو هیئت تحریریه یا ویراستار در راه‌اندازی چند هفته‌نامه، ماهنامه و فصلنامه از جمله ماهنامه رونق (نشریه اقتصادی، اجتماعی و فرهنگی)، ماهنامهٔ مجله اقتصادی، فصلنامهٔ مالیات، فصلنامهٔ پژوهش‌ها و سیاست‌های اقتصادی (علمی- پژوهشی) شرکت داشته‌است. به‌علاوه، او در بسیاری از نشریات از جمله نشر دانش، آدینه، دنیای سخن، جهان کتاب، گوهران، چاووش، بازار (ویژه هنر و ادبیات)، سایبان، و فرهنگ توسعه و نشریات دیگر، مقاله‌ها و ترجمه‌هایی را به چاپ رسانده‌است.
فرهادی دبیر مجموعهٔ سینمای ما (فیلمنامه‌های ایرانی) در نشر نی است که تاکنون ۱۰ عنوان از این مجموعه منتشرشده‌است.

### تألیف
- واژگان اقتصاد و زمینه‌های وابسته (انگلیسی- فارسی)، تهران: انتشارات، ۱۳۷۲.
- درآمدی برتاریخ ادبیات اسپانیایی- آمریکایی، تهران :نشر نی، ۱۳۹۲.

### ترجمه

#### اقتصاد،اقتصاد سیاسی،اقتصاد فرهنگ
- دربارهٔ پرسترویکا (مجموعهٔ مقالات)، تری کاکس ودیگران ،(به همراه دکتر سیاوش مریدی)، تهران: انتشارات پاپیروس، ۱۳۶۸.
- دگردیسی قدرت. بحران سوسیالیسم یا بحران دولت (مجموعهٔ مقالات)، آلک نوو، بوریس کاگارلیتسکی و دیگران، (به همراه دکتر احمد سیف)، تهران: نشر نشانه، ۱۳۷۵.
- پیروزی سیاه. ایالات متحد، تعدیل ساختاری و فقر جهانی، والدن بیو و دیگران، (به همراه دکتر احمد سیف)، تهران:انتشارات نقش جهان، ۱۳۷۶.
- اقتصاد وفرهنگ، دیوید تراسبی، تهران: نشر نی، ۱۳۸۲.
- علم اقتصاد کلاهبرداری معصومانه، جان کنت گلبرایت، تهران:نشر نی، ۱۳۸۸.
- فرهنگ، هنر و توسعه، آمارتیا سن، تهران: نشر چشمه، ۱۳۹۴.

#### شعر،ادبیات،سینماوتئاتر
- فیلم‌سازی در آمریکای لاتین (مجموعهٔ مقالات)، گلوبر روشا، آلکس ویانی، پیتر بیسکایند، تبریز:انتشارات حقیقت، فروردین ۱۳۵۷.
- نبرد الجزیره (فیلمنامه)، فرانکو سولیناس- جیلو پونته‌کوروو، تهران:نشر چشمه، ۱۳۶۳.
- پدر وحشی (فیلمنامه)، پیر پائولو پازولینی، (به همراه فرهاد خردمند)، تهران:نشر چشمه، ۱۳۶۵.
- روایت زادبوم (مجموعهٔ شعر)، یاروسلاو سایفرت، دسانکا ماکسیموویچ، اینیاتسیو بوتیتا، آدریانو گونسالس لئون، (به همراه فرهاد خردمند)، تهران: نشر چشمه، ۱۳۶۶.
- گزینه شعرهای چزاره پاوزه، (به همراه فرهاد خردمند)، تهران: نشر چشمه، ۱۳۷۱.
- عبور از حلقه… و دو نمایشنامهٔ دیگر، رافائل آلبارادو، انریکه بوئناونتورا، خورخه دیاس، تهران: نشر نی، ۱۳۸۴.
- آتش درون، آرامش برون (مجموعه مقالات سینمایی)، ساتیاجیت رای، تهران :نشر چشمه، ۱۳۸۶.
- رمان آمریکای لاتین، آلخو کارپنتیر (گفتگو با رامون چائو)، تهران:نشر نی، ۱۳۹۱.

#### کودکان ونوجوانان
- سکه‌های نقره ئی، برادران گریم، تهران: نشر چشمه، ۱۳۷۳.
- جوجه اردک زشت، به روایت کاترین راس، تهران: نشر چشمه، ۱۳۷۳.
- برای رفتن به مدرسه آماده‌ام، تهران: نشر چشمه، ۱۳۷۳.
- پنگوئن‌ها می‌آیند، آر.ال. پنی، تهران: نشر نشانه، ۱۳۷۴.
- مرغ قرمز کوچولو، سیندی وست، تهران: نشر رسانش، ۱۳۸۰.
- غول خودخواه، اسکار وایلد، نشر رسانش، ۱۳۸۲.«نشر نی». وب سایت نشر نی. بایگانی‌شده از اصلی در ۸ اوت ۲۰۱۶.